# Hassan Ali
Hassan Ali (ur. 29 grudnia 1949) – egipski piłkarz grający na pozycji bramkarza. W swojej karierze grał w reprezentacji Egiptu.

## Kariera klubowa
W swojej karierze piłkarskiej Ali grał w klubie Tersana SC.

## Kariera reprezentacyjna
W 1974 roku Ali został powołany do reprezentacji Egiptu na Puchar Narodów Afryki 1974. Zagrał w nim w dwóch meczach grupowych, z Ugandą (2:1) i z Zambią (3:1). Z Egiptem zajął 3. miejsce.
W 1976 roku Ali był w kadrze Egiptu na Puchar Narodów Afryki 1976. Na tym turnieju rozegrał dwa mecze grupowe, z Gwineą (1:1) i z Ugandą (2:1). Z Egiptem zajął w nim 4. miejsce.